# Chasmanthe floribunda
Chasmanthe floribunda  (лат.) — вид цветковых растений из семейства ирисовых.
Это многолетнее растение 60—120 см растёт из клубнелуковиц, производя сгустки длинных, узких листьев. Стебли 1—2-веточные. Цветки обычно красно-оранжевого цвета, удлиненные, трубчатой структуры. Капсулы 10—15 мм. Семена 5—7 мм диаметром, не имеет мясистого покрытия или питательной ценности, их ярко-оранжевый цвет привлекает птиц. Семена проходят через пищеварительную систему птицы относительно невредимыми.
Естественный ареал вида — ЮАР. Натурализован в Австралии, Новой Зеландии, Алжире, Аргентине, на острове Святой Елены, в США (Калифорния).

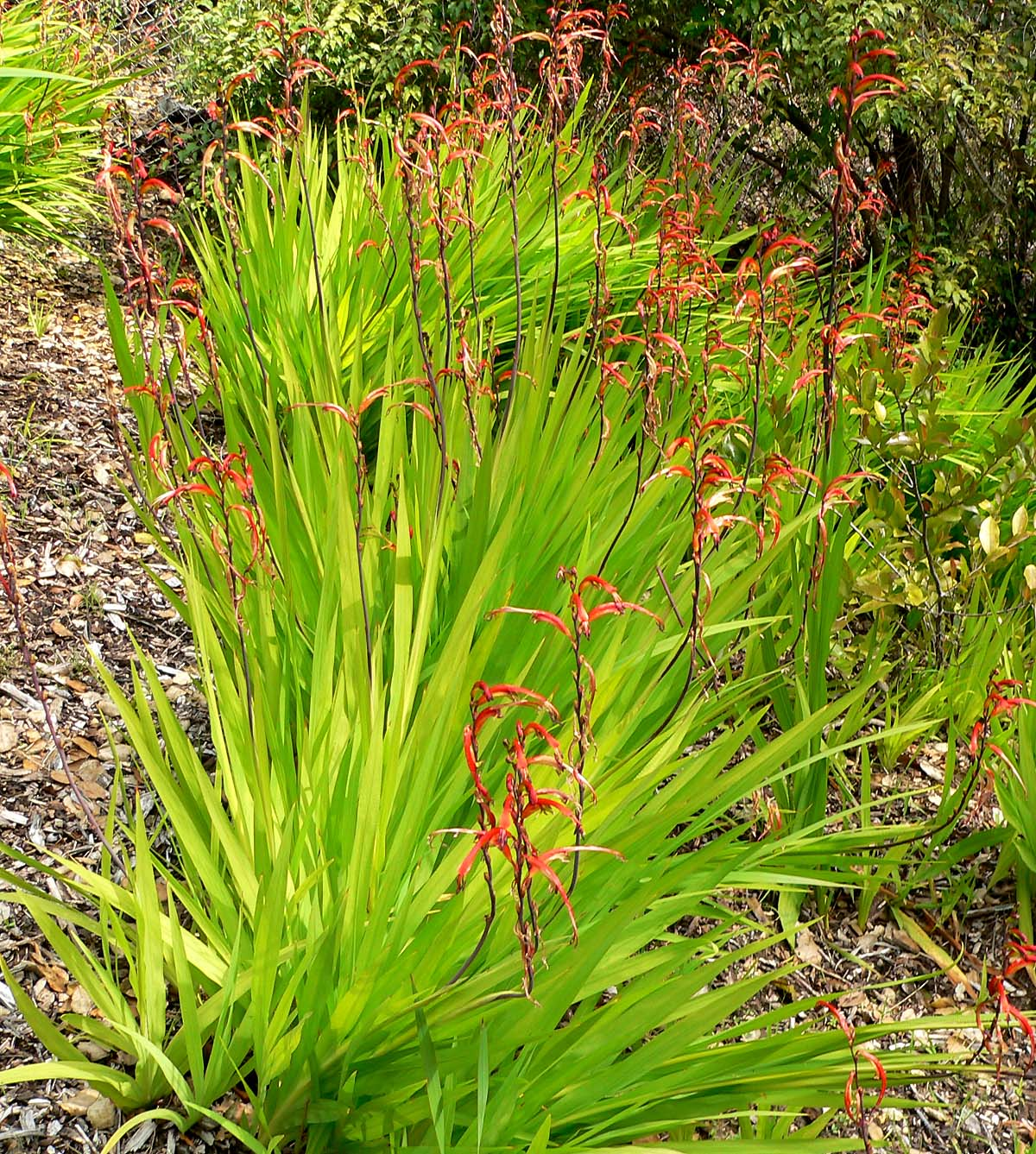
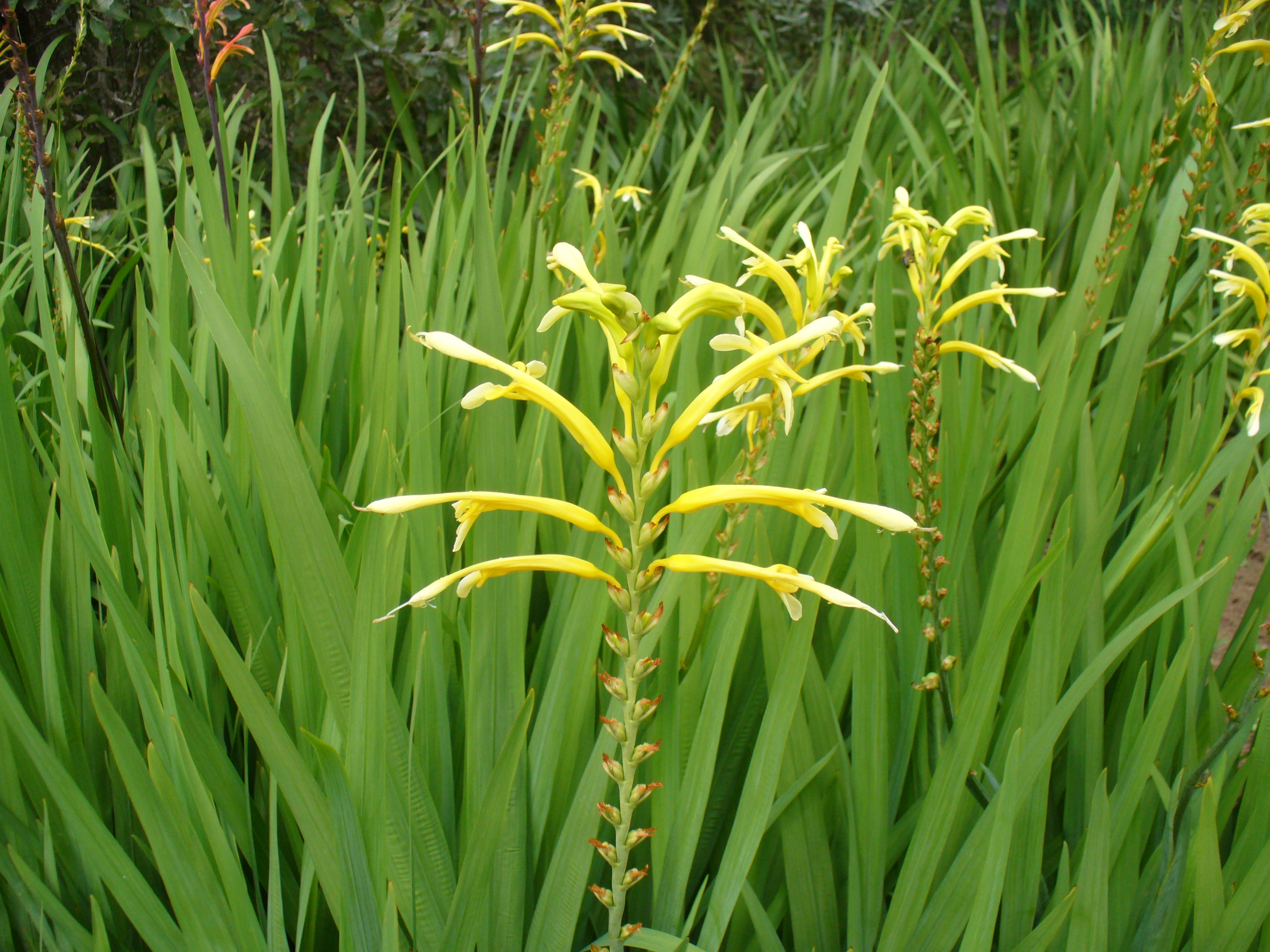

Культивируемое растение.